# Daphoenura fasciata
Daphoenura fasciata is een vlinder uit de familie uilen (Noctuidae). De wetenschappelijke naam van deze soort is voor het eerst geldig gepubliceerd in 1878 door Butler.
De soort komt voor in tropisch Afrika.